# Demi-clé à capeler
Une demi-clé à capeler est un arrangement de la corde participant à la formation de plusieurs nœuds. Ainsi, la réalisation de deux demi-clés à capeler est la base du nœud de cabestan et du nœud d'amarrage à demi-clés. Si la corde est maintenue en tension, une demi-clé seule peut assurer le coincement, comme dans le cas du nœud de croc. Une demi-clé réalisée avec le courant sur le dormant donne un demi-nœud.

## Nouage et usage
La manière la plus simple de réaliser une demi-clé « en l'air » consiste à prendre une ganse et à lui faire faire trois quarts de tour. La boucle est donc dans un plan perpendiculaire à celui formé par le courant et le dormant. Pour réaliser une demi-clé autour d'un objet, il suffit de faire une boucle autour de l'objet puis de croiser les brins.
Une demi-clé seule permet de serrer un lien autour d'un objet, à condition que les deux brins soient maintenus en traction. C'est par exemple la base de l'emballage papier (paquet cadeau, colis) lorsque l'on ne dispose pas d'adhésif, ou du ficelage de rôti.
Plusieurs demi-clés espacées permettent de maintenir un objet long, comme un fagot ou encore une victime sur un brancard, voire de le hisser dans son axe : la traction exercée sur le cordage augmente le serrage des demi-clés, et donc empêche le glissement.

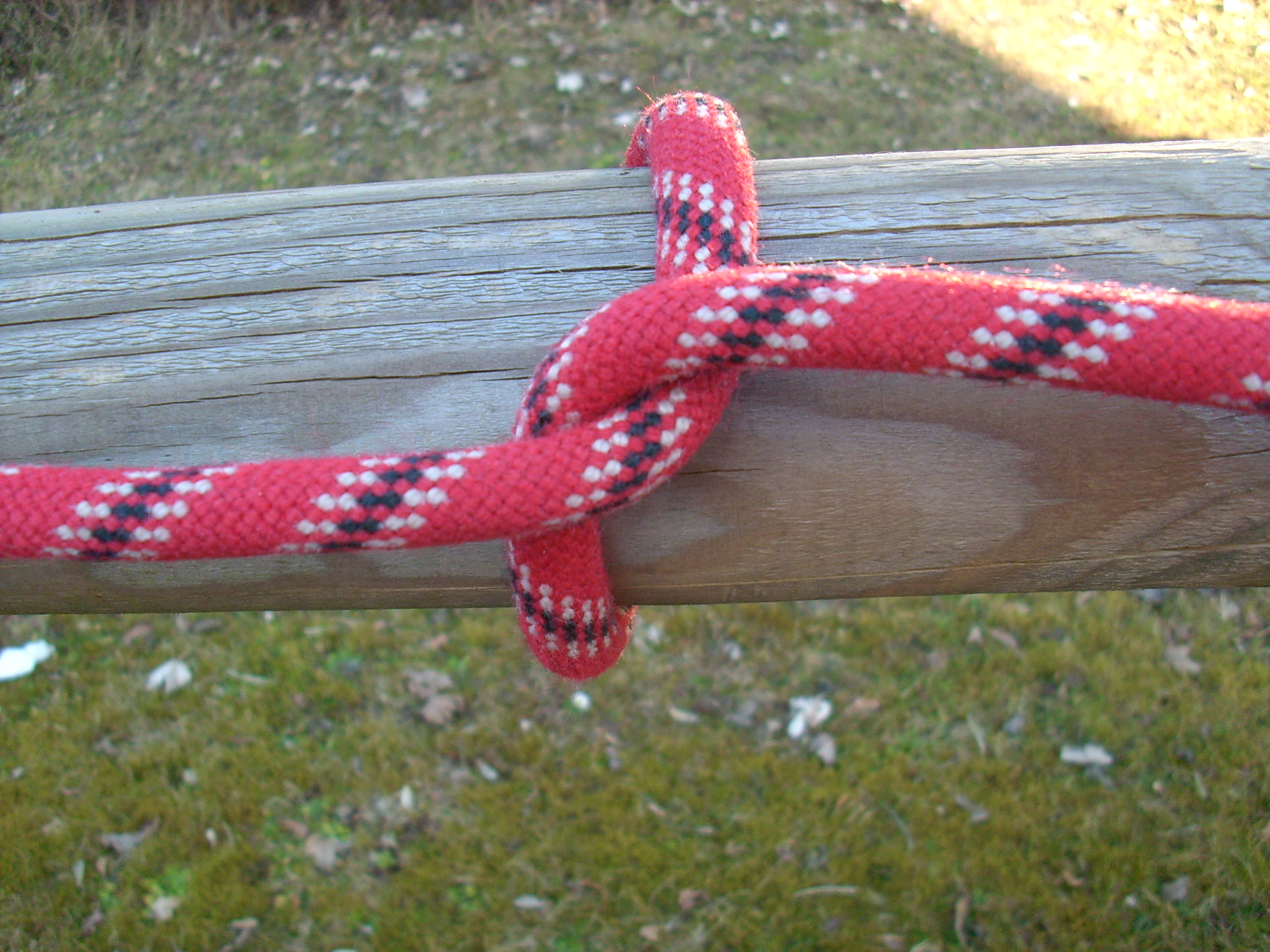
Demi-clé utilisée pour serrer une barre.
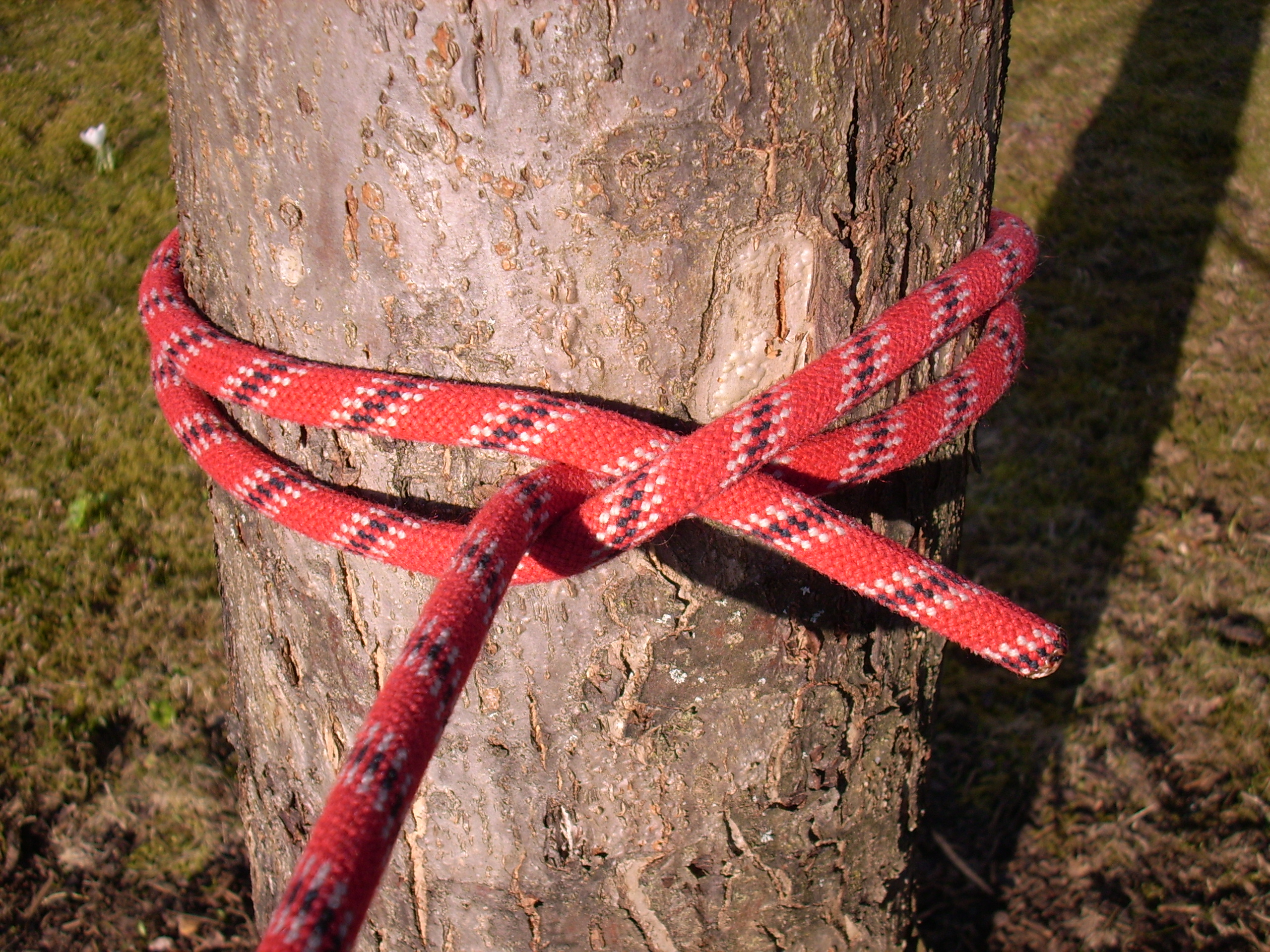
Nœud de cabestan, formé par deux demi-clés.
Sanglage d'une victime sur un brancard par la réalisation de demi-clés.